# Гаракан (дегестан)
Гаракан (перс. گركان) — дегестан в Ірані, в Центральному бахші, в шагрестані Аштіан остану Марказі. За даними перепису 2006 року, його населення становило 4224 особи, які проживали у складі 1134 сімей.

## Населені пункти
До складу дегестану входять такі населені пункти:
- Аху
- Бон-Ченар
- Ґаракан
- Зарнуше
- Могсенабад
- Мусаабад
- Надерабад
- Саадабад
- Секер-Джук
- Хворче
- Шуре-є Бала
- Шуре-є Паїн